# Стартап предузеће
Термин стартап (енгл. startup) је пореклом из енглеског језика, постао је популаран након оснивања великог броја dot-com компанија на западу. Сама реч значи покренути или започети. Стартапи су углавном новостворене компаније, односно почетници у пословању, а стартап кредит и врста микрокредита намењених за оснивање ових фирми. На западу се овај термин често повезује са високотехнолошким предузећима.

## Развој стартап компанија
Покретање ових компанија се често доводи у везу са повећаним ризиком али и већом могућности за повратак инвестиције и брзи раст. Покретање компаније, посебно оне повезане са новом технологијом, понекад производи огромне профите својим ствараоцима и инвеститорима - скорашњи пример такве је Гугл (енгл. Google), чији креатори су сада милијардери кроз власништво над акцијама. Међутим, стопа неуспешних покушаја за покретање предузећа је веома висока.
У Србији ово су новији видови финансирања почетничких малих бизниса. Кредити који се издају не прелазе 30.000 евра и финансирају се из државних финансијских извора па зато представљају повољније услове од осталих кредитних линија, чиме држава подстиче развој малог и средњег предузетништва. Циљ је и да се унапреди привредна структура и смањи незапосленост па је стога ово посебна подстицајна кредитна линија.

## Корисници кредита
Сваке године Министарство економије и регионалног развоја Србије расписује конкурс за одобравање кредита за почетнике предузетнике без хипотека и стартап кредите за правна лица. Они се пласирају преко Фонда за развој, а укључена је и Републичка Агенција за развој малих и средњих предузећа са мрежом центара и канцеларија чиме се пружа подршка почетницима. Право на коришћење ових средстава имаће предузетници и правна лица на подручју Републике Србије, регистровани у Агенцији за привредне регистре. Подносилац захтева за кредит може бити само комитент који никад раније није био власник привредног друштва. Ови кредити се могу користити само за одређене намере а не могу за: примарну пољопривредну производњу, кредитирање инфраструктуре, кредитирање трговине, кредитирање организовања игара на срећу и лутрија, кредитирање куповине путничких возила. Потенцијални корисници ових средстава лица која оснивају радње за обављање занатске, производне и услужне делатности, као и новооснована правна лица. Кредитирање предузетника подразумева да предност имају лица до 25 година, а пожељно је и да су она прошла одређену обуку по Владиним програмима. Издавање кредита је са ниском каматном стопом на годишњем нивоу. Рок отплате је од 3 до 5 година. Предузетник је дужан да обезбеди кредит са опремом или меницом или неким другим обликом јемства у складу са прописима. Код кредитирања правних лица предност имају корисници до 40 година старости. Износ средстава је од 500.000 до 2.500.000 динара са истом каматном стопом и роком отплате као и код предузетника. Они такође морају имати инструмент обезбеђења што је најчешће хипотека на непокретност или земљиште или неко прописано јемство са вредношћу која омогућава враћање кредита и камате.
Критеријум за одобравање кредита је оцена пословних идеја и планова потенцијалних корисника. Критичан задатак у успостављању посла је да се спроведе истраживање у циљу да потврди, процену и развој идеје или пословних концепата, као и њихов комерцијални потенцијал. Бизнис план који је кључан мора да садржи елементе као што су подаци о предузетнику:име и презиме и друге личне податке. Подаци о предузетничкој радњи: назив, седиште, основна делатност радње, почетак рада, број запослених. Такође и подаци о пословном простору, да ли је он у закупу или или власништву, његов опис, инфраструктура, процењена вредност. Затим подаци о тржишном аспекту односно производима и услугама које он креира. Такође, основни подаци о пословању тј. кратак опис планиране делатности, затим планирани обим производње, подаци о добављачима, амортизацији, потребним улагањима у опрему и пословни простор, као и анализа заштите животне средине. Потребно је навести ефекте пословања у смислу износа прихода и расхода.
За пословни план правних лица потребно је навести основне податке о инвеститору као што су пун назив привредног друштва, скраћени назив, матични број, шифра делатности, осниваче, број запослених, као и друге податке везане за пословање, делатност, опрему, простор, амортизацију, животну средину, ефекте и сл.

## Листа неких познатих стартап предузећа
- Хјулет-Пакард (енгл. Hewlett-Packard) (оснивачи Вилијам Хјулет и Дејвид Пакард 1939)
- Интел (енгл. Intel Corporation) (оснивачи Ендру С. Гроув, Гордон Е. Мур, Роберт В. Нојс 1968)
- Атари (енгл. Atari) (оснивач Нолан Бушнел 1972)
- Мајкрософт (енгл. Microsoft Corporation) (оснивачи Бил Гејтс и Пол Ален 1975)
- Епл (оснивачи Стив Џобс и Стив Вознијак 1976)
- Јаху! (енгл. Yahoo! Inc.) (оснивачи Дејвид Фило и Џери Јанг 1994)
- иБеј (оснивачи Пјер Омидар 1995)
- Гугл (оснивачи Лари Пејџ и Сергеј Брин 1998)